# Radiador (motors)

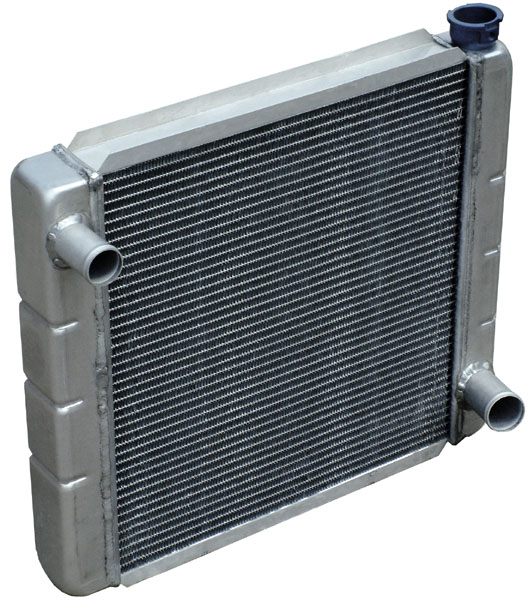
Típic radiador del motor d'un automòbil

Els radiadors són intercanviadors de calor que s'utilitzen per refredar motors de combustió interna, principalment en automòbils però també en aviació, locomotores dièsel, motocicletes, generadors elèctrics o en qualsevol ús similar d'aquest motor.
Els motors d'explosió amb refrigeració líquida eviten sobreescalfar-se fent circular un fluid anomenat refrigerant a través del bloc del motor, on s'escalfa, des d'on és dirigit a un radiador on redueix la seva temperatura emetent calor a l'atmosfera i després torna de nou al motor. El refrigerant del motor sol ser a base d'aigua, però també pot ser oli. És comú utilitzar una bomba per impulsar el refrigerant al motor i també se sol disposar d'un ventilador per forçar el pas de l'aire a través del radiador.

### Història
La invenció del radiador d'aigua per a automòbils s'atribueix a Carl Benz. Wilhelm Maybach va dissenyar el primer radiador de bresca per al Mercedes 35 CV.

## Automòbils i motocicletes

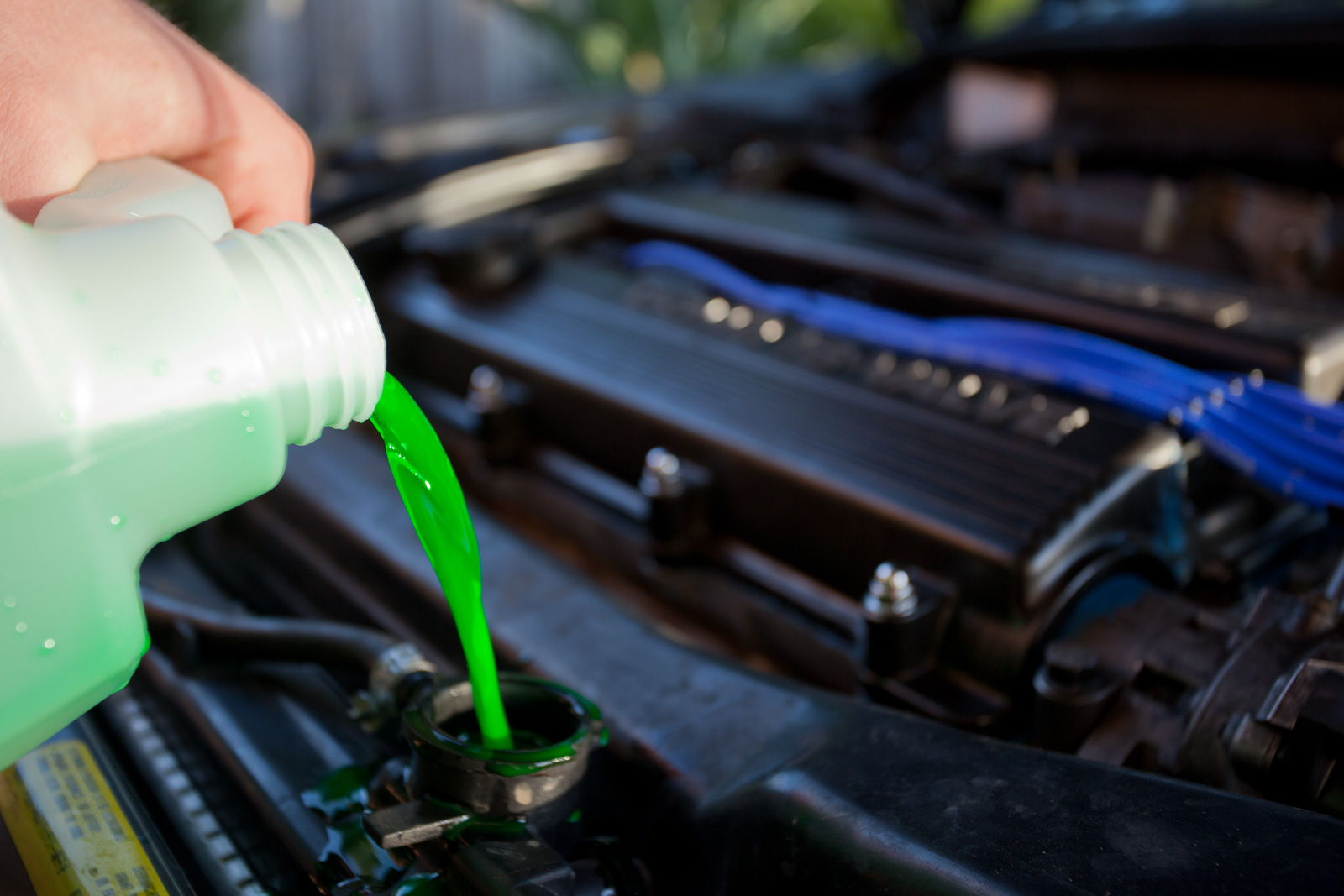
Abocament del refrigerant al radiador d'un automòbil

Als automòbils i motocicletes amb motor de combustió interna refrigerat per líquid, es connecta un radiador als canals que travessen el motor i la culata, a través dels quals circula un líquid (refrigerant) impulsat per una bomba hidràulica. Aquest líquid pot ser aigua (en climes on és poc probable que l'aigua es congeli), però més comunament és una barreja d'aigua i anticongelant en proporcions apropiades al clima. Els anticongelants solen estar fabricats a base d'etilenglicol o propilenglicol, amb una petita quantitat de productes anticorrosius
Un sistema de refredament d'automòbil típic comprèn:
- Una sèrie de conductes encastats al bloc del motor i a la culata, que envolten les cambres de combustió amb líquid circulant per eliminar la calor.
- Un radiador, que consta de molts tubs petits equipats amb una bresca d'aletes per dissipar la calor ràpidament, que rep i refreda el líquid calent procedent del motor.
- Una bomba hidràulica, generalment de tipus centrífug, per fer circular el refrigerant a través del sistema.
- Un termòstat per controlar la temperatura del motor, variant la quantitat de refrigerant que circula pel radiador.
- Un vas d'expansió, disposat per absorbir l'augment de volum del líquid refrigerant quan escalfa.[3]
- Un ventilador per forçar el pas de l'aire exterior a través del radiador, especialment quan el vehicle circula a baixes velocitats o està aturat amb el motor engegat.

El radiador transfereix la calor del fluid de l'interior a l'aire de l'exterior, cosa que refreda el fluid, que alhora refreda el motor. Els radiadors també s'utilitzen sovint per refredar sistemes de transmissió automàtica, condicionadors daire, intercooler i, de vegades, per refredar el lubricant del motor o un fluid oleohidràulic. Normalment es munten en una posició en què reben el flux d'aire del moviment cap endavant del vehicle, com darrere de la calandra (reixeta davantera). Quan els motors estan col·locats a la part central o del darrere del cotxe, és comú muntar el radiador darrere d'una reixeta davantera per aconseguir un flux d'aire suficient, encara que això requereix tubs per al refrigerant més llargs. Alternativament, un radiador del darrere pot aprofitar el tir de l'aire que circula sobre la part superior del vehicle o de preses situades lateralment. En vehicles de gran longitud, com ara els autobusos, el flux d'aire lateral és més comú per al refredament del motor i la transmissió; i el flux d'aire superior és més comú per al refredament de l'aire condicionat

### Bomba del refrigerant

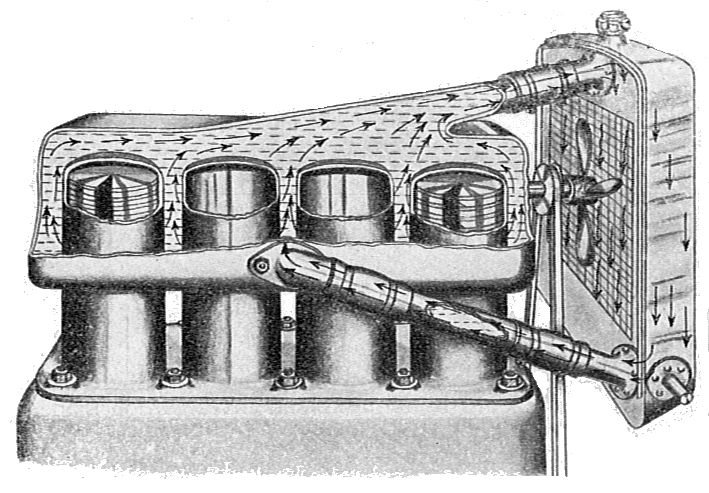
Sistema de refrigeració per termosifó de 1937, sense bomba de circulació. Els conductes connecten la part superior i inferior sense una bomba (aprofitant la circulació generada per la diferència de temperatura del refrigerant), però amb un ventilador de refrigeració accionat pel motor

En els primers motors d'explosió, els radiadors aprofitaven el flux vertical descendent del refrigerant, impulsat únicament per un efecte anomenat termosifó. El refrigerant s'escalfa al motor, es torna menys dens i, per tant, tendeix a pujar. A mesura que el radiador refreda el líquid, el refrigerant es torna més dens, i baixa. Aquest efecte és suficient per als motors estacionaris de baix consum, però inadequat per a la majoria dels automòbils, excepte els més antics. Des de fa molts anys, la immensa majoria dels automòbils han utilitzat una bomba centrífuga per fer circular el refrigerant del motor, atès que la circulació natural té taxes de flux molt baixes.

### Calefacció
Generalment s'hi incorpora un sistema de vàlvules o deflectors, o tots dos, per operar simultàniament un petit radiador dins del vehicle. Aquest petit radiador i el ventilador associat permeten escalfar l'habitacle. Com el radiador, el nucli del sistema de calefacció actua eliminant la calor del motor. Per aquesta raó, els tècnics automotrius sovint aconsellen encendre la calefacció i posar-la al màxim en cas de sobreescalfament del motor, per ajudar el radiador principal.

### Control de temperatura

#### Control de flux daigua

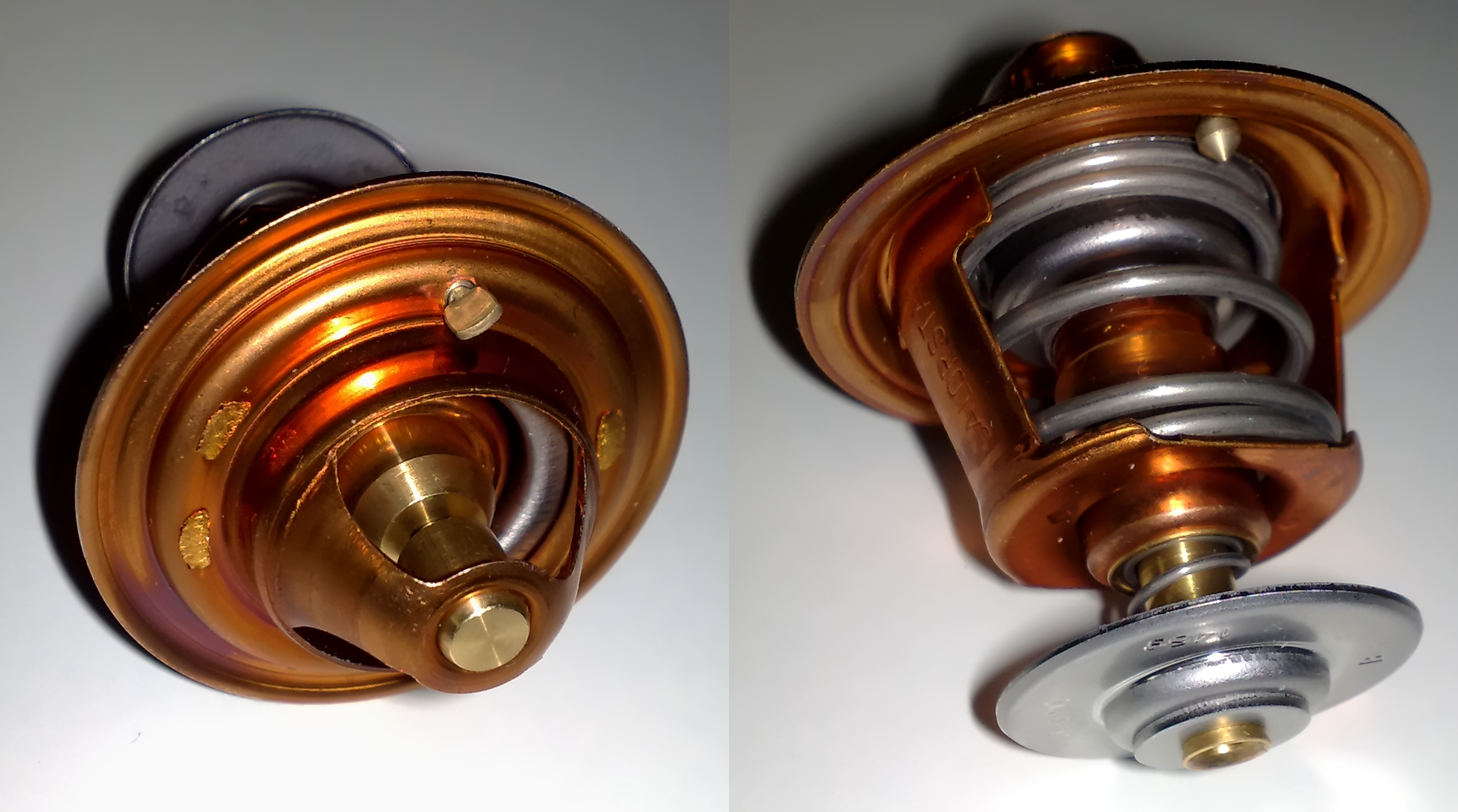
Termòstat del motor d'un automòbil

La temperatura del motor en els automòbils moderns es controla principalment mitjançant un tipus de termòstat que utilitza una càpsula de cera, una vàlvula que s'obre una vegada que el motor ha aconseguit la seva temperatura de funcionament òptim.
Quan el motor està fred, el termòstat està tancat, excepte per un petit flux de derivació, de manera que el termòstat experimenta canvis a la temperatura del refrigerant a mesura que el motor s'escalfa. El refrigerant del motor és dirigit pel termòstat a l'entrada de la bomba de circulació i torna directament al motor, sense passar pel radiador. Dirigir l'aigua perquè circuli només a través del motor permet que arribi a la temperatura de funcionament òptima el més ràpid possible, evitant "punts calents" localitzats. Quan el refrigerant arriba a la temperatura d'activació del termòstat, aquest s'obre, permetent que l'aigua flueixi a través del radiador per evitar que la temperatura pugi més.
Un cop està a la temperatura òptima, el termòstat controla el flux del refrigerant del motor al radiador perquè el motor continuï funcionant a la temperatura òptima. En condicions de càrrega màxima, com conduir lentament ascendint una forta rampa amb el vehicle molt carregat en un dia calorós, el termòstat s'acostarà a l'obertura total pel fet que el motor produirà gairebé la potència màxima mentre que la velocitat del flux d'aire a través del radiador és baixa (la velocitat del flux daire a través del radiador té un efecte important en la seva capacitat per dissipar la calor). Per contra, quan es condueix ràpidament costa avall en una autopista en una nit freda, el termòstat estarà gairebé tancat perquè el motor està produint poca potència, i el radiador pot dissipar molta més calor de la que produeix el motor. Si es permet un flux excessiu de refrigerant al radiador, el motor es refredaria massa i funcionaria a una temperatura inferior a l'òptima, cosa que provocaria una disminució de l'eficiència del combustible i un augment de les emissions d'escapament. A més, la durabilitat, fiabilitat i longevitat del motor de vegades es veuen compromeses si algun component (com els rodaments del cigonyal) està dissenyat per tenir en compte la dilatació tèrmica perquè encaixin amb les dimensions correctes. Un altre efecte secundari del sobrerefredament és el rendiment reduït de la calefacció a l'habitacle, encara que normalment encara circula aire a una temperatura considerablement més alta que la de l'ambient.
Per tant, el termòstat es mou constantment a tot el seu rang, responent als canvis en la càrrega operativa del vehicle, la velocitat i la temperatura externa, per mantenir el motor en la seva temperatura de funcionament òptima.
Els automòbils antics solien utilitzar un termòstat tipus manxa que conté un líquid volàtil com a alcohol o acetona. Aquest tipus de termòstats no funcionen bé amb pressions del sistema de refredament superiors a aproximadament 7 lliures per polzada quadrada (48 kPa). Els vehicles moderns normalment funcionen al voltant de 15 lliures per polzada quadrada (100 kPa), la qual cosa exclou l'ús del termòstat de manxa. En motors refrigerats directament per aire, això no és un problema per al termòstat de manxa, que controla una vàlvula de xarnera als conductes d'aire.

### Ebullició
Un nivell d'ompliment insuficient del radiador permet la vaporització del refrigerant, cosa que pot causar un sobreescalfament localitzat o general del motor, amb la possibilitat de generar-se danys greus, com el trencament de la junta de culata, o l'esquerdament o deformació de la pròpia culata o fins i tot del bloc del motor. El problema es pot desencadenar sobtadament perquè el sensor de temperatura (ja sigui mecànic o elèctric) està exposat al vapor d'aigua, no al refrigerant líquid, cosa que proporciona una lectura falsa.
Obrir un radiador calent redueix la pressió del sistema, cosa que pot fer que bulli i expulsi líquid i vapor perillosament calents. Per tant, les tapes dels radiadors sovint contenen un mecanisme que intenta alleujar la pressió interna abans que la tapa es pugui obrir del tot.